# 有道 (ポータルサイト)
有道（中国語: 有道、ヨウダオ、Youdao）は、網易が運営するポータルサイト。
2006年末に検索エンジンのベータ版が公開され、2007年12月11日に正式に公開された。その後、辞典、機械翻訳、学習、商業などの分野に進出、モバイルアプリケーションやクラウドコンピューティングを通じてもサービスを提供している。